# Matthew Muffelman
Matthew Muffelman (22 de noviembre de 1980) es un deportista estadounidense que compitió en remo. Ganó dos medallas en el Campeonato Mundial de Remo, en los años 2008 y 2009.

## Palmarés internacional
| Campeonato Mundial | Campeonato Mundial   | Campeonato Mundial | Campeonato Mundial      |
| Año                | Lugar                | Medalla            | Prueba                  |
| ------------------ | -------------------- | ------------------ | ----------------------- |
| 2008               | Ottensheim (Austria) | Medalla de oro     | Ocho con timonel ligero |
| 2009               | Poznań (Polonia)     | Medalla de plata   | Ocho con timonel ligero |